# Molpa emarginata
Molpa emarginata är en insektsart som först beskrevs av Carl August Dohrn 1892.  Molpa emarginata ingår i släktet Molpa och familjen vårtbitare. Inga underarter finns listade i Catalogue of Life.